# RN11 (Benin)
De RN11 of Route nationale 11 is een nationale weg in het zuiden van het Afrikaanse land Benin. De weg loopt van Porto-Novo en Idi Iroko. Beide uiteinden sluiten aan op de RNIE1 tussen Cotonou en Lagos, waardoor de RN11 een alternatief voor deze weg vormt. 
De RN11 is ongeveer 50 kilometer lang en loopt door de departementen Ouémé en Plateau. 